# Doulos SIL
Doulos SIL是一個由SIL國際開發的有襯線字体，其非常類似於Times與Times New Roman。但Doulos只有單一個正規的字重，不像Times New Roman有較多的字重可供選擇。根據SIL國際網頁的說明，這個設計的目標是「為提供一個單一的、基於Unicode的字型家族，其包含了幾乎所有的基於羅馬字母或西里尔字母的書寫系統所需的字形，而不論其是用於拼音或是書寫。」與Charis SIL相同，它以SIL开源字体授权（OFL）授權。它還有一個專門用於排版簡譜的分支Doulos SIL Cipher。

## 外部連結
- Doulos SIL字型首頁（页面存档备份，存于）
- Doulos SIL Cipher字型首頁（页面存档备份，存于）